# Три-Лејкс (Индијана)
Три-Лејкс (енгл. Tri-Lakes) насељено је место без административног статуса у америчкој савезној држави Индијана.

## Демографија
По попису из 2010. године број становника је 1.421, што је 2.504 (-63,8%) становника мање него 2000. године.
| Група             | 2000.         | 2010.         |
| Белци             | 3.863 (98,4%) | 1.376 (96,8%) |
| Афроамериканци    | 3 (0,1%)      | 2 (0,1%)      |
| Азијати           | 12 (0,3%)     | 1 (0,1%)      |
| Хиспаноамериканци | 24 (0,6%)     | 16 (1,1%)     |
| Укупно            | 3.925         | 1.421         |